# 行为生态学
行为生态学是研究动物行为因生态压力而产生的进化基础。尼古拉斯·廷贝亨在研究动物行为学时提出了四个需要解决的问题：一种行为的近因、个体发生、生存价值和系统发生都是什么？